# Ceriodaphnia scitula
Ceriodaphnia scitula är en kräftdjursart som beskrevs av Sars. Ceriodaphnia scitula ingår i släktet Ceriodaphnia och familjen Daphniidae. Inga underarter finns listade i Catalogue of Life.